# Kovács Sándor (politikus)
Kovács Sándor (1966. július 15. – ) magyar dízelmozdonyszerelő, MÁV forgalmi-kereskedelmi tiszt, általános szociális munkás, foglalkoztatás-rehabilitációs szaktanácsadó és politikus; 2014. május 6. óta a Fidesz – Magyar Polgári Szövetség országgyűlési képviselője.

## Életrajz
Középfokú tanulmányait 1984-ben a Landler Jenő Szakközépiskolában végezte el dízelmozdonyszerelő szakon. 1994-ben a MÁV Tisztképző Intézet forgalmi-kereskedelmi tiszt képzését végezte el. 2003-ban a Debreceni Egyetem Nyíregyházi Főiskolai Karán általános szociális munkás végzettséget szerzett. 2012-ben az Eötvös Loránd Tudományegyetem Bárczi Gusztáv Gyógypedagógiai Karán foglalkoztatás-rehabilitációs szaktanácsadó végzettséet szerzett.
A típusú középfokú eszperantó nyelvvizsgája van.

### Politikai pályafutása
2000és 2010 között Géberjén község polgármestere volt, terminusának túlnyomó részében a Fidesz, utolsó hónapjaiban a Fidesz és a KDNP jelöltjeként.
2010 és 2014 között a Szabolcs-Szatmár Bereg megyei önkormányzat megyei közgyűlésének alelnöke volt.
2014. május 6. óta a Fidesz – Magyar Polgári Szövetség országgyűlési képviselője, mandátumát a Szabolcs-Szatmár-Bereg vármegyei (2022-ig: megyei) 5. számú országgyűlési egyéni választókerületben szerezte.
2014. május 6. óta a Népjóléti bizottság tagja. 2014. november 5. és 2015. március 11. között a Népjóléti bizottság Fogyatékossággal élők ügyeinek albizottságának tagja volt. 2014. november 5. óta a Népjóléti bizottság Népesedéspolitikai albizottságának alelnöke.
2020 októberében az ügyészség költségvetési csalás gyanújával nyomozást rendelt el a képviselő családjával kapcsolatban.